# Premio Polari
El Premio Polari es un premio literario anual del Reino Unido de literatura LGBTQ+. Creado por Paul Burston y el salón Polari, el premio se otorga anualmente desde su lanzamiento en 2011.
Cuenta con estas categorías:
- El Premio Polari al Primer Libro está restringido a los primeros libros de escritores que nacieron o trabajan en el Reino Unido e Irlanda.[2]
- En 2019 se creó el Premio Polari al Libro del Año.[3]
- En 2024, se creó el premio Polari para niños y jóvenes.[4]

## Galardonados con el Premio Polar al Primer Libro
| Año  | Autoría         | Título                                | Edición                | Ref.   |
| ---- | --------------- | ------------------------------------- | ---------------------- | ------ |
| 2011 | James Maker     | AutoFellatio                          | Inkandescent           |        |
| 2012 | John McCullough | The Frost Fairs                       | Salt Publishing        |        |
| 2013 | Mari Hannah     | The Murder Wall                       | Pan Macmillan          |        |
| 2014 | Diriye Osman    | Fairytales for Lost Children          | Angelica Entertainment |        |
| 2015 | Kirsty Logan    | The Rental Heart and Other Fairytales | Salt Publishing        |        |
| 2016 | Paul McVeigh    | The Good Son                          | Salt Publishing        |        |
| 2017 | Saleem Haddad   | Guapa                                 | Europa Editions        |        |
| 2018 | Fiona Mozley    | Elmet                                 | John Murray            | [ 5 ]  |
| 2019 | Angela Chadwick | XX                                    | Dialogue Books         | [ 3 ]  |
| 2020 | Amrou Al-Kadhi  | Life as a Unicorn                     | Fourth Estate          | [ 6 ]  |
| 2021 | Mohsin Zaidi    | A Dutiful Boy                         | Square Peg             | [ 7 ]  |
| 2022 | Adam Zmith      | Deep Sniff                            | Watkins                | [ 8 ]  |
| 2023 | Jon Ransom      | The Whale Tattoo                      | Muswell Press          | [ 9 ]  |
| 2024 | Nicola Dinan    | Bellies                               | Penguin                | [ 10 ] |

## Galardonados con el Premio Polari al Libro del Año
| Año  | Autoría         | Título                          | Edición                 | Ref.   |
| ---- | --------------- | ------------------------------- | ----------------------- | ------ |
| 2019 | Andrew McMillan | recreo                          | Jonathan Cape           | [ 3 ]  |
| 2020 | Kate Davies     | En lo profundo                  | HarperCollins           | [ 6 ]  |
| 2021 | Diana Souhami   | No hay modernismo sin lesbianas | Cabeza de Zeus          | [ 7 ]  |
| 2022 | Joelle Taylor   | Poemas de C+nto y otros         | La prensa de Westbourne | [ 8 ]  |
| 2023 | Julia Armfield  | Nuestras esposas bajo el mar    | Pan Macmillan           | [ 9 ]  |
| 2024 | Jon Ransom      | Los Galopantes                  | Prensa Muswell          | [ 10 ] |

## Galardonados con el Premio Polari de obras para niños y jóvenes
| Año  | Autoría           | Título                  | Edición | Ref.  |
| ---- | ----------------- | ----------------------- | ------- | ----- |
| 2024 | Sarah Hagger-Holt | The Fights That Make Us | Usborne | [ 4 ] |